# Longitarsus kutscherai
Longitarsus kutscherai är en skalbaggsart som först beskrevs av Edward Caldwell Rye 1872.  Longitarsus kutscherai ingår i släktet Longitarsus, och familjen bladbaggar. Arten är reproducerande i Sverige.